# Mortal Kombat: Armageddon
Pour les articles homonymes, voir Armageddon (homonymie).
Mortal Kombat: Armageddon est un jeu vidéo de combat développé par Midway Games. Il est disponible depuis 2006 sur PlayStation 2 et Xbox, et en 2007 sur Wii.

## Synopsis
L'Armageddon est lancé. Les Kombattants de tous les opus précédents doivent atteindre le sommet d'une pyramide, afin de vaincre le puissant guerrier Blaze pour acceder au rang suprême, et espérer sauver EarthRealm ou y régner en maître absolu.

## Système de jeu
Le jeu contient plus de 60 personnages, c'est-à-dire tous les personnages présents dans les précédents opus de la série, et inclut en outre quelques personnages inédits; le jeu devient de ce fait le tome ultime de la série.
De plus, le mode de jeu Kreate a fighter permet de créer facilement un personnage avec les qualités désirées. Le mode Konquest permet de conquérir le monde de Mortal Kombat, où le joueur se déplace à sa guise. Beaucoup d’autres modes sont inclus, mais sont semblables à ceux des jeux précédents de la série.
Un nouveau système de fatalités est ajouté afin que le joueur puisse utiliser une série de coups consécutifs avant d'aséner le coups final avec différentes méthodes pour achever son adversaire.